# Sauz de Guadalupe
Sauz de Guadalupe är en ort i Mexiko.   Den ligger i kommunen Pinal de Amoles och delstaten Querétaro Arteaga, i den centrala delen av landet, 210 km norr om huvudstaden Mexico City. Sauz de Guadalupe ligger 1 472 meter över havet och antalet invånare är 565.
Terrängen runt Sauz de Guadalupe är bergig åt nordväst, men åt sydost är den kuperad. Runt Sauz de Guadalupe är det ganska tätbefolkat, med 52 invånare per kvadratkilometer. Närmaste större samhälle är Jalpan, 14,4 km öster om Sauz de Guadalupe. I omgivningarna runt Sauz de Guadalupe växer i huvudsak blandskog.